# Bitka pri Berestečku
Bitka pri Berestečku (poljsko Bitwa pod Beresteczkiem; ukrajinsko Берестецька битва) leta 1651 je največja kopenska bitka v 17. stoletju, kjer je poljska vojska na čelu s kraljem Janom Kazimirom Waso premagala vojsko zaporoških kozakov in Krimskih Tatarov v treh dneh.
Kljub velikemu številu konjenice na obeh straneh je bitko odločila pehota oz. konjeniki, ki so se borili peš.